# Halone coryphaea
Halone coryphaea är en fjärilsart som beskrevs av George Francis Hampson 1914. Halone coryphaea ingår i släktet Halone och familjen björnspinnare. Inga underarter finns listade i Catalogue of Life.